# Mägo de Oz
Mägo de Oz (oft auch ohne Heavy-Metal-Umlaut Mago de Oz, spanisch: „Der Zauberer von Oz“ oder kurz „Mago“) ist eine spanische Heavy-Metal-Band. Aufgrund der Irish-Folk-Elemente in ihrer Musik, kann man diese als Celtic Metal beschreiben. Seit ihrem ersten Album bestand ein Vertrag mit dem Plattenlabel Locomotive Records, seit Gaia II ist sie bei Warner Music Group. Mit den Jahren vergrößerte sich die Zahl der Bandmitglieder ständig, aktuell besteht Mägo de Oz aus zehn Musikern.

## Geschichte
Die Band wurde im Winter 1988/89 vom Schlagzeuger Jesús María „Txus Di Fellatio“ Hernández Gil unter dem Namen „Transilvania“ als Hommage an Iron Maiden gegründet. Weitere Mitglieder wurden David (Bass), Pedro (Gitarre), sowie der Sänger und Gitarrist Juanma. Die ersten Studioaufnahmen, welche ihren Weg letztendlich als Bonusmaterial im Jahr 2006 auf die Compilation „The Best Oz“ fanden, erfolgten 1989 und 1992. Ihren ersten Auftritt hatte sie 1992 auf einem Rockfestival in Madrid. Aufgrund häufiger Besetzungswechsel veröffentlichten Mägo de Oz ihr Debütalbum erst 1994.
Bis 1994 bestand die Band aus Txus am Schlagzeug, Mohamed an der Geige, Salva am Bass, dem Leadsänger Juanma Rodríguez sowie Chema, Charlie und Paco an den Gitarren. 1994 verließ Charlie die Band, 1996 folgten Chema und Juanma. José, ein studierter Tenor und Gesangslehrer, übernahm die Leadstimme.
Im Jahre 2000 wurde das Album „Finisterra“ veröffentlicht. Einen ihrer ersten internationalen Auftritte hatte die Band auf dem Wacken Open Air 2001 und dem Bang Your Head 2002 in Deutschland. Mit dem Album „Fölktergeist“ veröffentlichte sie nach acht Jahren ihr erstes Live-Album. Auf dieser Tour entstand auch die Doppel-DVD „A Costa da Rock“ mit einer Reportage inklusive englischer Untertitel.
2007 übernahm Patricia Tapia den neu eingeführten Part des weiblichen Gesangs.
Am 16. September 2008 veröffentlichten Mägo de Oz eine weitere Konzert-DVD („Barakaldo D.F.“), deren Aufnahmen aus dem Jahr 2006 stammen.
Ende des Jahres 2010 erschien Mägo de Oz’ zehntes Studioalbum, das eine weitere Fortsetzung der Gaia.Saga darstellt, mit dem Titel „Gaia III: Atlantia“.
Im Oktober 2011 meldete die Band den Ausstieg José Andrëa’s. Bereits 2010 verließ der Flötist Fernando Ponce die Band und wurde durch Josema Pizarro ersetzt. Im Jahr 2012 verließen Keyboarder Sergio Cisneros „Kiskilla“ und Bassist „Peri“ Pedro Diaz die Band.
Mit „Zeta“ wurde ein neuer Frontsänger gefunden, den Bass übernimmt Fernando Mainer und das Keyboard Javi Diez.
Mit dieser neuen Besetzung erschienen 2012 das Album "Hechizos, pócimas y brujería", 2014 "Illusia", sowie 2015 "
Finisterra Ópera Rock", eine Neueinspielung des Albums "Finisterra" aus dem Jahr 2000.
Seit November 2018 ist Manuel Seoane Ficha offiziell 3. Gitarrist, nachdem er zuvor die Band im Studio bei den Aufnahmen des für 2019 erscheinenden Albums „Ira Dei“ unterstützt hatte.

## Stil

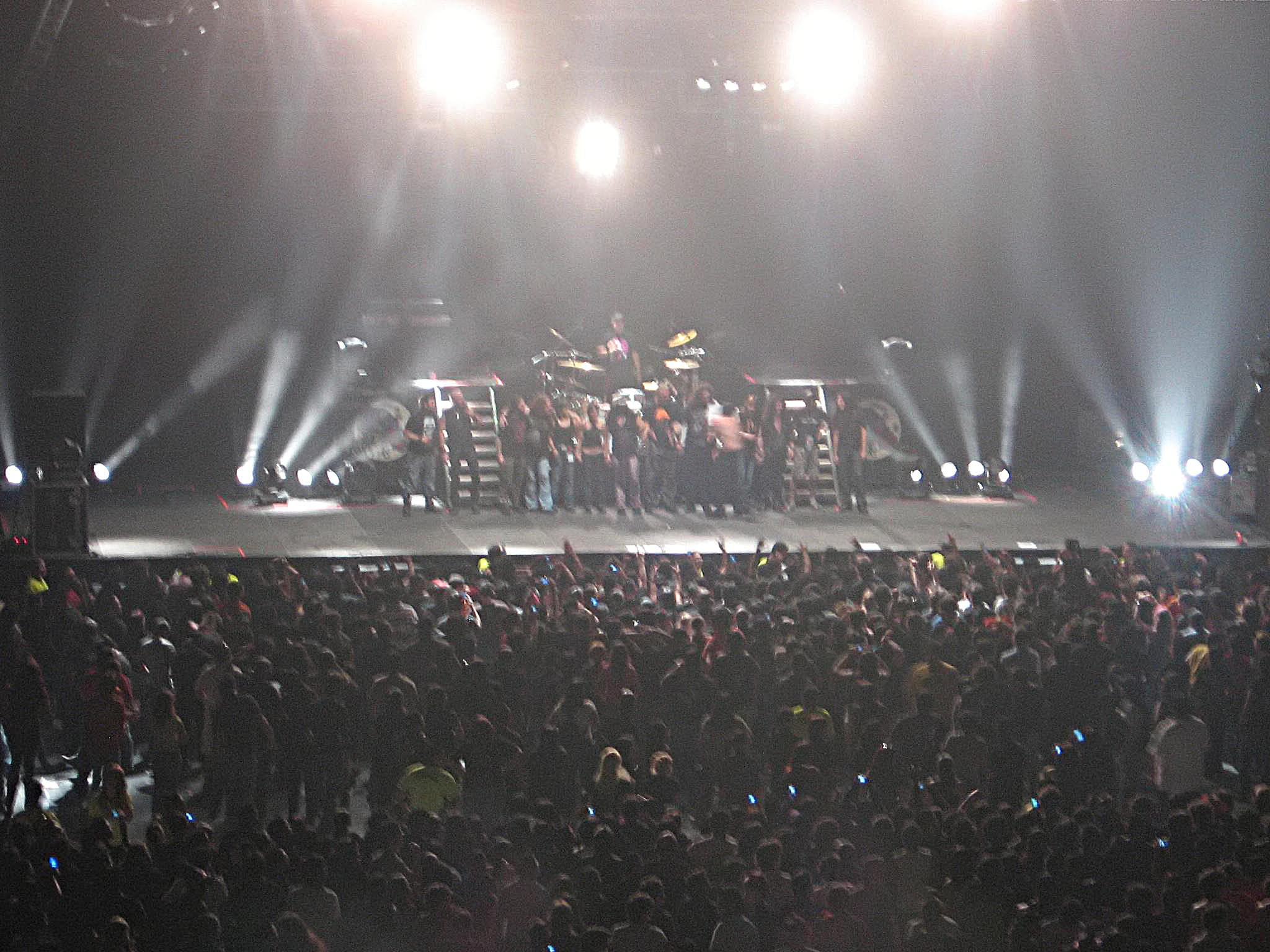
Mägo de Oz am 1. Juni 2008

Die Texte sind überwiegend in spanischer Sprache gehalten. Auf einigen Compilations und Singles finden sich Stücke auf Englisch. Die Alben verfolgen überwiegend Konzepte. So handelt Jesús de Chamberí von einem modernen Jesus Christus. Das darauffolgende Album La Leyenda de la Mancha erzählt die Geschichte Don Quijotes. Die Geschichte zu Finisterra spielt in einer technokratischen Zukunft. Das 2003er Album Gaia ist Teil einer Trilogie, die anhand einer fiktiven Geschichte vor dem Hintergrund der spanischen Inquisition und der Eroberung Süd- und Mittelamerikas unter anderem den Umgang der Menschen mit der Natur kritisiert. Gaia II - La Voz dormida stellt den zweiten Teil der Reihe dar, das dritte Album, Gaia III - Atlantia, erschien am 6. April 2010. Eine Ausnahme stellt das Album Belfast dar, auf dem bekannte Themen mit eigenem Text versehen und alte eigene Stücke neu aufgenommen wurden. Es enthält mit einer Version von Over the Rainbow auch einen der seltenen englischen Songs der Band.
Die Musik ist Heavy Metal mit Elementen klassischer sowie traditioneller spanischer und keltischer Musik bzw. Irish Folk, weshalb der Stil oft auch als Celtic Metal beschrieben wird. Stilprägendes Element sind die seit 1992 von Carlos „Mohamed“ Prieto gespielten Geigenstimmen, seit 1999/2000 sind mit Sergio „Kiskilla“ Cisneros (Keyboard, Akkordeon) und Fernando Ponce de León (Flöte, Dudelsack) weitere Heavy-Metal-untypische Instrumente vertreten.

## Diskografie

### Studioalben
| Jahr | Titel Musiklabel                                                            | Höchstplatzierung, Gesamtwochen, AuszeichnungChartsChartplatzierungen (Jahr, Titel, Musiklabel, Platzierungen, Wochen, Auszeichnungen, Anmerkungen) | Anmerkungen |
| Jahr | Titel Musiklabel                                                            | ES | Anmerkungen |
| ---- | --------------------------------------------------------------------------- | --- | --- |
| 1994 | Mägo de Oz Clavos Records                                                   | ES33 (3 Wo.)ES | Charteinstieg in ES erst 2019; Wiederveröffentlichung 1999 via Locomotive Music Produzenten: Alberto Plaza, Jesús María Hernández Gil                                           |
| 1996 | Jesús de Chamberí Locomotive Music                                          | ES72 (1 Wo.)ES | Erstveröffentlichung: 5. Dezember 1996; Charteinstieg in ES erst 2006; Wiederveröffentlichungen 1999, 2004 und 2006 Produzenten: Alberto Plaza                                  |
| 1998 | La Leyenda de la Mancha Locomotive Music                                    | ES98 (1 Wo.)ES | Erstveröffentlichung: 2. Oktober 1998; Charteinstieg in ES erst 2006; Wiederveröffentlichungen 2003, 2004 und 2006 als Deluxe Edition Produzenten: Goyo Esteban                 |
| 2000 | Finisterra Locomotive Music                                                 | ES25 Gold · (3 Wo.)ES | Erstveröffentlichung: 19. Mai 2000; Charteinstieg in ES erst 2019; Erschien in insgesamt sieben Versionen. Wiederveröffentlichung 2006 Produzenten: Goyo Esteban, Sergio Marcos |
| 2003 | Gaia Locomotive Music                                                       | ES2 Platin · (36 Wo.)ES | Erstveröffentlichung: 8. September 2003; Erschien in insgesamt sechs Versionen Produzenten: Goyo Esteban, Sergio Marcos                                                         |
| 2004 | Belfast Locomotive Music                                                    | — | Erstveröffentlichung: 24. August 2004 Coveralbum |
| 2005 | Gaia II – La voz dormida Locomotive Records / Warner Music                  | ES3 Platin · (29 Wo.)ES | Erstveröffentlichung: 14. November 2005; Erschien in insgesamt zehn Versionen, Wiederveröffentlichung 2014 europaweit Produzenten: Victor Castellanos                           |
| 2007 | La ciudad de los árboles Discos Radioactivos Organizados / Warner Music     | ES1 (30 Wo.)ES | Erstveröffentlichung: 6. November 2007 Produzenten: Victor Castellanos |
| 2010 | Gaia III - Atlantia Discos Radioactivos Organizados / Warner Music          | ES1 (43 Wo.)ES | Erstveröffentlichung: 6. April 2010 Erschien in insgesamt sieben Versionen |
| 2010 | Gaia - Epilogo Discos Radioactivos Organizados / Warner Music               | ES54 (10 Wo.)ES | Erstveröffentlichung: 30. November 2010 Produzenten: Victor Castellanos |
| 2012 | Hechizos, pócimas y brujería Discos Radioactivos Organizados / Warner Music | ES8 (19 Wo.)ES | Erstveröffentlichung: 27. November 2012 Produzenten: Txus Di Fellatio |
| 2014 | Ilussia Discos Radioactivos Organizados / Warner Music                      | ES3 (25 Wo.)ES | Erstveröffentlichung: 21. Oktober 2014 Produzenten: Txus Di Fellatio |
| 2015 | Finisterra - Opera Rock Discos Radioactivos Organizados / Warner Music      | ES8 (24 Wo.)ES | Rock-Version sowie Neuaufnahme des 2000er Albums mit diversen Kollaborationen Produzenten: Txus Di Fellatio                                                                     |
| 2019 | Ira dei Discos Radioactivos Organizados / Warner Music                      | ES1 (28 Wo.)ES | Erstveröffentlichung: 8. März 2019 Produzenten: Raquel Flores, Alberto Seara, Txus Di Fellatio                                                                                  |
| 2021 | Bandera Negra Warner Music Spain                                            | ES1 (13 Wo.)ES | Erstveröffentlichung: 3. September 2021 Produzenten: Alberto Seara |
| 2024 | Alicia en el Metalverso Warner Music Spain                                  | ES4 (7 Wo.)ES | Erstveröffentlichung: 26. Januar 2024 Produzenten: Alberto Seara |

grau schraffiert: keine Chartdaten aus diesem Jahr verfügbar

### Livealben
| Jahr | Titel Musiklabel                                              | Höchstplatzierung, Gesamtwochen, AuszeichnungChartsChartplatzierungen (Jahr, Titel, Musiklabel, Platzierungen, Wochen, Auszeichnungen, Anmerkungen) | Anmerkungen                            |
| Jahr | Titel Musiklabel                                              | ES | Anmerkungen                            |
| ---- | ------------------------------------------------------------- | --- | -------------------------------------- |
| 2005 | Madrid – Las ventas Locomotive Records                        | ES7 (16 Wo.)ES | Erstveröffentlichung: 26. Mai 2005     |
| 2008 | Barakaldo D.F. Discos Radioactivos Organizados / Warner Music | ES9 (16 Wo.)ES | Wiederveröffentlichung 2016            |
| 2017 | Diabulus in opera Warner Music                                | ES4 (22 Wo.)ES | Erstveröffentlichung: 27. Oktober 2017 |

Weitere Livealben
- 2002: Fölktergeist (Locomotive Music, ES: Gold)
- 2003: A costa da rock (Locomotive Music, DVD eines Live-Konzerts in Galicien)
- 2004: Resacosix en Hispania (Locomotive Music)
- 2007: A costa da morte (Locomotive Records)

### Kompilationen
| Jahr | Titel Musiklabel                                           | Höchstplatzierung, Gesamtwochen, AuszeichnungChartsChartplatzierungen (Jahr, Titel, Musiklabel, Platzierungen, Wochen, Auszeichnungen, Anmerkungen) | Anmerkungen                                                                                         |
| Jahr | Titel Musiklabel                                           | ES | Anmerkungen                                                                                         |
| ---- | ---------------------------------------------------------- | --- | --------------------------------------------------------------------------------------------------- |
| 2006 | The Best Oz – 1988-2006 Locomotive Music                   | ES12 Gold · (8 Wo.)ES | Erstveröffentlichung: 5. Dezember 2006 Bonus-DVD mit seltenen Aufnahmen und Videos der Amerika-Tour |
| 2008 | Rarezas Locomotive Music                                   | ES23 (16 Wo.)ES | Erstveröffentlichung: 12. September 2006                                                            |
| 2011 | Love and Oz Discos Radioactivos Organizados / Warner Music | ES25 (13 Wo.)ES | Erstveröffentlichung: 13. Dezember 2011                                                             |
| 2013 | Celtic Land Discos Radioactivos Organizados / Warner Music | ES14 (18 Wo.)ES | Erstveröffentlichung: 3. Dezember 2013                                                              |
| 2018 | 30 años, 30 canciones Warner Music                         | ES3 (13 Wo.)ES | Erstveröffentlichung: 2. November 2018                                                              |
| 2022 | Love and Oz II Warner Music Spain                          | ES5 (3 Wo.)ES | Erstveröffentlichung: 21. Oktober 2022                                                              |

Weitere Kompilationen
- 2003: Grandes (Locomotive Music)
- 2006: Rock n’ Oz (Locomotive Music)
- 2006: Grandes éxitos (Locomotive Music)
- 2014: Celtic Land of Oz (Discos Radioactivos Organizados / Warner Music)
- 2018: Stay Oz (Hasta que el cuerpo aguante) (Discos Radioactivos Organizados / Warner Music, Tributealbum mit Beiträgen von Avalanch, Saratoga, Saurom und 21 weiteren Interpreten)

### Demoalben
- 1989: Y qué más da
- 1990: Canción de cuna para un bohemio
- 1992: Con la cabeza bien alta

### EPs
- 1997: La bruja (Locomotive Music)
- 2016: Demos (La Rivera) (Discos Radioactivos Organizados / Warner Music)

### Singles
| Jahr | Titel Album                                             | Höchstplatzierung, Gesamtwochen, AuszeichnungChartsChartplatzierungen (Jahr, Titel, Album, Platzierungen, Wochen, Auszeichnungen, Anmerkungen) | Anmerkungen |
| Jahr | Titel Album                                             | ES | Anmerkungen |
| ---- | ------------------------------------------------------- | --- | ----------- |
| 2000 | Fiesta pagana Finisterra                                | ES13 Platin · (3 Wo.)ES |             |
| 2000 | El que quiera entender Finisterra                       | ES5 (4 Wo.)ES |             |
| 2001 | La danza del fuego Finisterra                           | ES2 (14 Wo.)ES |             |
| 2001 | Molinos de viento (live) –                              | ES5 (4 Wo.)ES |             |
| 2005 | La posada de los muertos Gaia II: La Voz Dormida        | ES1 (19 Wo.)ES |             |
| 2006 | Hoy toca ser feliz Gaia II: La Voz Dormida              | ES5 (9 Wo.)ES |             |
| 2006 | Diabulus in musica Gaia II: La Voz Dormida              | ES3 (13 Wo.)ES |             |
| 2007 | Y ahora voy a salir (Ranxeira) La Ciudad de los Árboles | ES1 (15 Wo.)ES |             |
| 2008 | Deja de llorar La Ciudad de los Árboles                 | ES2 (9 Wo.)ES |             |
| 2008 | Puedes contar conmigo –                                 | ES2 (13 Wo.)ES |             |
| 2010 | Que el viento sople a tu favor Gaia III: Atlantia       | ES20 (6 Wo.)ES |             |

Weitere Singles
- 1997: Molinos de viento (Locomotive Music, ES: Gold)
- 1998: Feliz navidad ¡¡Cabrones!! (Locomotive Music)
- 1999: Resacosix en Hispania (Locomotive Music)
- 2002: Pensando en ti (Locomotive Music)
- 2003: La costa del silencio (Promo-Single, Locomotive Music, ES: Gold)
- 2004: El atrapasueños (Promo-Single, Locomotive Music)
- 2004: La rosa de los vientos (Promo-Single, Locomotive Music)
- 2010: Vodka ’n’ Roll (Discos Radioactivos Organizados / Warner Music)
- 2010: Siempre (Adiós Dulcinea parte II) (Discos Radioactivos Organizados / Warner Music)
- 2011: Pensando en ti (versión 2011) (Discos Radioactivos Organizados / Warner Music)
- 2012: Xanandra (Discos Radioactivos Organizados / Warner Music)
- 2012: H2Oz (Discos Radioactivos Organizados / Warner Music)
- 2013: El libro de las sombras (Discos Radioactivos Organizados / Warner Music)
- 2013: Fiesta fagana 2.0 (Discos Radioactivos Organizados / Warner Music)
- 2014: Pagan Party (Discos Radioactivos Organizados / Warner Music)
- 2014: Cadaveria (Discos Radioactivos Organizados / Warner Music)
- 2019: La cantiga de las brujas (Discos Radioactivos Organizados / Warner Music)
- 2019: Te traeré el horizonte (Discos Radioactivos Organizados / Warner Music)
- 2021: Noche de Halloween (Warner Music Spain)
- 2022: No me digas adiós (Warner Music Spain)
- 2022: Nos han Robado la Primavera (Warner Music Spain)
- 2023: El Sombrerero Loco (Warner Music Spain)

### Videoalben
- 2000: Finisterra (DVD-V/VHS; Locomotive Music)
- 2005: Gaia 2: La Voz Dormida (DVD-V; Locomotive Music, Discos Radioactivos Organizados / Warner Music)
- 2010: Making Of Atlantia - Gaia III (DVD; Discos Radioactivos Organizados / Warner Music)
- 2015: Ilussia 3D (DVD-V; Discos Radioactivos Organizados / Warner Music)

## Musikvideos
Bei den Musikvideos handelt es sich zum Teil um sehr aufwendige Filmproduktionen mit diversen Nebendarstellern.
- 1997: Molinos de viento
- 2000: Fiesta pagana
- 2003: La costa del silencio
- 2007: Y ahora voy a salir [Ranxeira]
- 2008: Deja de llorar (Y vuelvete a levantar a levantar)
- 2008: La posada de los muertos
- 2010: Que el viento sople a tu favor (Regie: Mario Ruiz)
- 2010: Hoy toca ser feliz
- 2010: Diabulus in Musica
- 2010: Vodka 'n' Roll
- 2010: Siempre (Adiós Dulcinea parte II)
- 2011: Puedes contar conmigo
- 2011: Molinos de vientos (version 2006)
- 2011: Pensando en ti (versión 2011)
- 2012: Y al tercero... resucitó
- 2012: Xanandra (Regie: Mario Ruiz)
- 2012: H2Oz (Regie: Mario Ruiz)
- 2013: El libro de las sombras
- 2014: Fiesta pagana 2.0(Regie: Mario Ruiz)
- 2014: Pagan Party (Regie: Mario Ruiz)
- 2014: Cadaveria (Regie: Mario Ruiz)
- 2015: Vuelta alto (Regie: Mario Ruiz)
- 2015: La danza del fuego (Regie: Mario Ruiz)
- 2017: La costa del silencio (Live)
- 2019: La cantiga de las brujas
- 2019: Te traeré el horizonte feat. Ara Malikian (Regie: Mario Ruiz)